# Шайкенов, Нагашбай Амангалеевич
Нагашба́й Амангале́евич (Амангалиевич) Шайке́нов (каз. Нағашыбай Аманғалиұлы Шайкенов; 6 марта 1947 — 25 марта 2000) — советский, казахстанский правовед, политический деятель. Доктор юридических наук (1992), профессор (1993). Автор текста Конституции Республики Казахстан (1995).

## Биография
Родился в 1947 году на разъезде 216 Новоорского района Оренбургской области Российской федерации в семье служащего. Происходит из рода жагалбайлы Младшего жуза.
Окончил среднюю школу в 1965 году в г. Орске Оренбургской области. В 1965—1970 гг. — путевой рабочий, монтёр Южно-Уральской железной дороги, служил в рядах Советской Армии.
В 1974 году с отличием окончил Свердловский юридический институт, где был оставлен на научной работе.
В 1974—1977 годах — младший, старший научный сотрудник Свердловского юридического института. В 1980 году под руководством профессора С. С. Алексеева защитил кандидатскую диссертацию «Категория интереса в советском праве : право как средство реализации интересов личности».
В 1977—1987 гг. — аспирант, преподаватель, старший преподаватель, доцент Свердловского юридического института.
В 1987—1988 гг. — старший научный сотрудник Института экономики Уральского отделения АН СССР.
В 1987—1992 гг. — старший научный сотрудник, заведующий отделом прав человека Института философии и права Уральского отделения АН СССР.
В 1992 году приглашён Президентом Республики Казахстан Н. А. Назарбаевым в Казахстан.
В мае 1992 года в г. Алматы защитил докторскую диссертацию на тему: «Правовое обеспечение интересов личности».
С июня по октябрь 1992 — заместитель руководителя Совета экономических консультантов Высшего экономического совета при Президенте Республики Казахстан.
В 1992—1993 — советник Президента Республики Казахстан.
Июнь 1993 г. — октябрь 1995 г. — министр юстиции Республики Казахстан.
Июль 1995 г. — ноябрь 1996 г. — заместитель Премьер-министра Республики Казахстан, курировал вопросы выработки единой правовой политики и проведение правовой реформы.
В ноябре 1996 г. подал заявление об отставке и назначен ректором Казахского государственного юридического университета (КазГЮИ). 5 ноября 1996 — постановлением Правительства РК КазГЮИ был преобразован в Казахский государственный юридический университет и переведён из ведения Министерства юстиции РК в ведение Министерства образования и науки РК (МОН РК). Новым ректором вуза был назначен доктор юридических наук профессор Н. А. Шайкенов, ранее работавший вице-премьером Правительства РК и министром юстиции РК.

## Дополнительно
Н. А. Шайкенов являлся учеником известного правоведа С. С. Алексеева. Он внёс вклад в разработку концептуальных проблем правовой науки: сущность права, право и интересы в обществе, формирование правового общества, правовое обеспечение рыночных преобразований.
Принимал активное участие в создании проектов целого ряда важнейших законодательных актов. Будучи министром юстиции, вёл упорную борьбу за правовую реформу, реанимировал Министерство юстиции, пересмотрел его функции и задачи, в результате которых Минюст занял главенствующее положение в системе правоохранительных органов. Был одним из главных разработчиков государственной программы правовой реформы, утверждённой постановлением Президента Республики Казахстан (1994). В рамках программы правовой реформы предпринимал комплекс мер, направленных на возрастание роли права в обществе, создание необходимой законодательной и правоприменительной базы осуществляемых реформ. Его усилиями ускорено принятие Гражданского кодекса (общая часть) — основополагающего акта сферы рыночных отношений. По инициативе Н. А. Шайкенова были конституционно разделены следственная работа и прокурорский надзор. В 1995 г. введены квалификационные экзамены для судей. Одним из приоритетных направлений правовой реформы стала подготовка юридических кадров. Этим должен был заняться Казахский государственный юридический институт, созданный президентским Указом от 14 марта 1994 г. Открытие специализированного высшего юридического заведения стало возможным благодаря непосредственному участию Н. А. Шайкенова. По инициативе Н. А. Шайкенова открыт Центр правовой информации при Министерстве юстиции Республики Казахстан, Институт законодательства, «Юридическая газета» (на русском языке) и газета «Зан» (на казахском языке), специализированное юридическое издательство «Жеті жаргы». Советская эмблема юстиции «Щит и меч» заменена на новую «Весы на фоне солнца».
Умер 25 марта 2000 года на 54-м году жизни от онкологического заболевания.

## Память
Именем Шайкенова названа улица в Алма-Ате, там же ему установлен памятник.
20 октября 2017 года в городе Актобе, на пересечении улиц Шайкенова и Маметовой, открыт памятник Н. А. Шайкенову.